# アトリー (映画監督)
アトリー（Atlee、1986年9月21日 - ）は、インドのタミル語映画で活動する映画監督、映画プロデューサー、脚本家。

## キャリア
25歳の時に助監督としてシャンカルの『ロボット』に参加し、2012年には『きっと、うまくいく』のリメイク作品『Nanban』でも助監督を務めている。2011年には短編映画『Mugaputhagam』を製作し、2013年にA・R・ムルガダースがプロデュースした『ジョンとレジナの物語』で監督デビューした。同作にはアーリヤー、ジャイ、ナヤンターラ、サティヤラージが出演し、興行収入5億ルピーを記録するヒット作となり、アトリーはヴィジャイ・アワード 新人監督賞を受賞している。2016年はヴィジャイ、サマンタ、エイミー・ジャクソンを起用したアクション・スリラー映画『火花 Theri』を手掛け、同作はキャストの演技や音楽、カメラワーク、プロダクション・デザイン、アクションシーンなどが高く評価された。また、興行収入は15億ルピーを記録し、タミル語映画年間興行成績第2位にランクインするなど興行的にも成功を収めている。
2017年には『マジック』を手掛け、同作にはヴィジャイ、サマンタ、ニティヤ・メーノーン、カージャル・アグルワール、S・J・スーリヤーが出演している。『マジック』は興行収入26億ルピーを記録するヒット作となり、タミル語映画で最も高い興行収入を記録した映画の一つに位置付けられている。同作は中国やフランスでも上映されたほか、海南国際映画祭や富川国際ファンタスティック映画祭でも上映されている。また、妻プリヤー・アトリーと共同で映画製作会社ア・フォー・アップル・プロダクションを設立し、フォックス・スター・スタジオと共同でジーヴァー主演の『Sangili Bungili Kadhava Thorae』を製作している。2019年にはヴィジャイ、ナヤンターラ、ジャッキー・シュロフを起用したスポーツ映画『ビギル 勝利のホイッスル』を手掛け、興行収入30億5000万ルピーを記録してタミル語映画年間興行成績第1位にランクインするなど興行的な成功を収めている。
2020年はアルジュン・ダースとヴィノード・キシャン主演の『Andhaghaaram』をプロデュースし、同作は11月24日からNetflixで配信された。2023年に『JAWAN/ジャワーン』でヒンディー語映画に進出し、同作にはシャー・ルク・カーン、ナヤンターラ、ヴィジャイ・セードゥパティ、プリヤーマニ、サニヤー・マルホートラ、リディ・ドーグラーが出演している。同作は興行収入115億ルピーを記録するヒット作となり、アトリーもフィルムフェア賞 監督賞にノミネートされたほか、ジー・シネ・アワード 監督賞を受賞するなど高い評価を得ている。

## 私生活
2014年11月9日に女優のクリシュナ・プリヤーと結婚し、2023年1月13日に息子が生まれた。

## フィルモグラフィー
| 年   | 作品                           | 監督   | 製作 | 脚本 | 言語         | 備考                           |
| ---- | ------------------------------ | ------ | ---- | ---- | ------------ | ------------------------------ |
| 2010 | ロボット                       | 助監督 | No   | No   | タミル語     |                                |
| 2012 | Nanban                         | 助監督 | No   | No   | タミル語     | 「Asku Laska」歌曲シーン出演   |
| 2013 | ジョンとレジナの物語           | Yes    | No   | Yes  | タミル語     |                                |
| 2016 | 火花 Theri                     | Yes    | No   | Yes  | タミル語     |                                |
| 2017 | Sangili Bungili Kadhava Thorae | No     | Yes  | No   | タミル語     |                                |
| 2017 | マジック                       | Yes    | No   | No   | タミル語     |                                |
| 2019 | ビギル 勝利のホイッスル        | Yes    | No   | Yes  | タミル語     | 「Singappenney」歌曲シーン出演 |
| 2020 | Andhaghaaram                   | No     | Yes  | No   | タミル語     |                                |
| 2023 | JAWAN/ジャワーン               | Yes    | No   | Yes  | ヒンディー語 | 「Zinda Banda」歌曲シーン出演  |
| 2024 | Baby John                      | No     | Yes  | No   | ヒンディー語 | 『火花 Theri』のリメイク       |

## 受賞歴

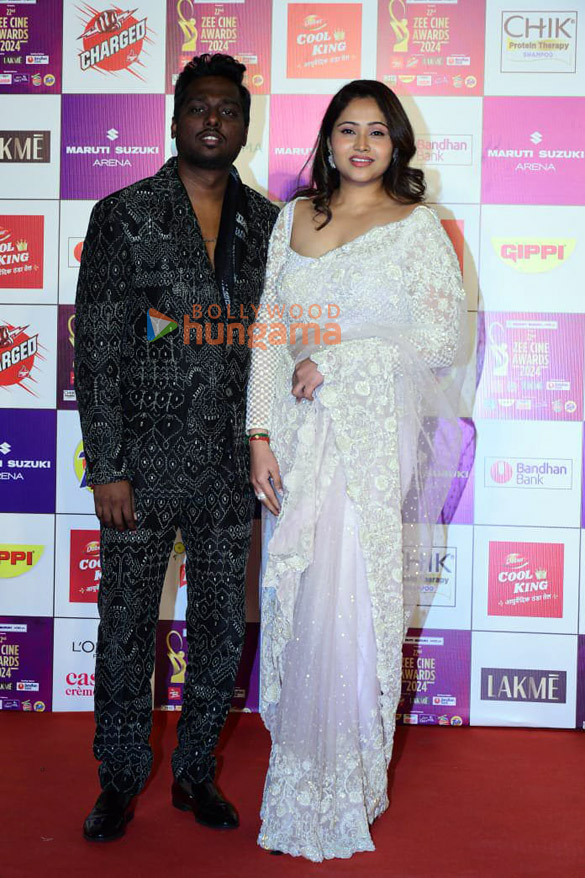
第22回ジー・シネ・アワード授賞式に出席するアトリー夫妻（2024年）

| 年                                              | 部門                   | 作品                     | 結果             | 出典             |
| フィルムフェア賞                                | フィルムフェア賞       | フィルムフェア賞         | フィルムフェア賞 | フィルムフェア賞 |
| ----------------------------------------------- | ---------------------- | ------------------------ | ---------------- | ---------------- |
| 2024年                                          | 監督賞                 | 『JAWAN/ジャワーン』     | ノミネート       | [ 11 ]           |
| 2024年                                          | 原案賞                 | 『JAWAN/ジャワーン』     | ノミネート       | [ 11 ]           |
| フィルムフェア賞 南インド映画部門               |                        |                          |                  |                  |
| 2017年                                          | タミル語映画部門監督賞 | 『火花 Theri』           | ノミネート       | [ 16 ]           |
| 2018年                                          | タミル語映画部門監督賞 | 『マジック』             | ノミネート       | [ 17 ]           |
| 国際インド映画アカデミー賞                      |                        |                          |                  |                  |
| 2024年                                          | 監督賞                 | 『JAWAN/ジャワーン』     | ノミネート       | [ 18 ]           |
| IIFAウトサヴァム                                |                        |                          |                  |                  |
| 2017年                                          | タミル語映画部門監督賞 | 『火花 Theri』           | 受賞             | [ 19 ]           |
| 南インド国際映画賞                              |                        |                          |                  |                  |
| 2017年                                          | タミル語映画部門監督賞 | 『火花 Theri』           | 受賞             | [ 20 ]           |
| 2018年                                          | タミル語映画部門監督賞 | 『マジック』             | 受賞             | [ 21 ]           |
| タミル・ナードゥ州映画賞                        |                        |                          |                  |                  |
| 2013年                                          | 台詞賞                 | 『ジョンとレジナの物語』 | 受賞             | [ 22 ]           |
| ヴィジャイ・アワード                            |                        |                          |                  |                  |
| 2014年                                          | 新人監督賞             | 『ジョンとレジナの物語』 | 受賞             | [ 23 ]           |
| 2014年                                          | 脚本賞                 | 『ジョンとレジナの物語』 | ノミネート       |                  |
| 2014年                                          | 台詞賞                 | 『ジョンとレジナの物語』 | ノミネート       |                  |
| 2018年                                          | フェイバリット監督賞   | 『マジック』             | 受賞             | [ 24 ] [ 25 ]    |
| 2018年                                          | 台詞賞                 | 『マジック』             | ノミネート       | [ 24 ] [ 25 ]    |
| エジソン賞                                      |                        |                          |                  |                  |
| 2013年                                          | 新人監督賞             | 『ジョンとレジナの物語』 | 受賞             |                  |
| 2018年                                          | 監督賞                 | 『マジック』             | 受賞             | [ 26 ]           |
| ジー・シネ・アワード                            |                        |                          |                  |                  |
| 2024年                                          | 監督賞                 | 『JAWAN/ジャワーン』     | 受賞             | [ 12 ]           |
| ピンクヴィッラ・スクリーン&スタイル・アイコン賞 |                        |                          |                  |                  |
| 2024年                                          | 監督賞                 | 『JAWAN/ジャワーン』     | 受賞             | [ 27 ]           |